# Siene
Siene är kyrkby i Siene socken i Vårgårda kommun i Västra Götalands län.
Söder om orten rinner Säveån.
Här ligger Siene kyrka.
Norr om Siene ligger Tubbetorp Herrgård.